# التراكيب الخلوية والعضيات
يتكوّن جسم الإنسان من مجموعة من الأعضاء والأجهزة والأنسجة، وتتكون هذه الأعضاء والأجهزة من وحدات صغيرةٍ تسمَّى الخلايا، والخلايا عبارة عن وحداتٍ تركيبيَّةٍ ووظيفيَّة في الكائنات الحيَّة، والكائنات الحيَّة جميعها إما أن تكون مكونة من خليةٍ واحدة، أو مجموعةٍ من الخلايا، وتكوِّن مجموعة الخلايا التي تتشابه في تركيبها ووظيفتها في الكائن الحيِّ عديد الخلايا (النَّسيج)، والخلايا تقسم إلى قسمين هما الخلايا الحيوانية، والخلايا النباتية، ومن الجدير بالذِّكر أنَّ الخلايا تنتج من انقسام خليةٍ 
هي خلايا حقيقية النوى تختلف في عدة جوانب رئيسية عن خلايا الكائنات الحية حقيقية النوى الأخرى. وتشمل خصائصها المميزة:
- فجوة عصارية مركزية كبيرة، وحدة تخزين مملوءة بالماء مُحاطة بغشاء يعرف باسم تونوبلاست يحافظ على تورقر الخلية، ويتحكم في حركة الجزيئات بين العصارة الخلوية والنسغ، ويخزن مادةً مفيدةً ويساعد على هضم مخلفات البروتينيات والعضيات.
- جدار خلوي يتكون من سليولوز وهيميسيلولوز، بكتين وفي العديد من الحالات يُفرز الليغنين، عن طريق الجبلة المجردة على سطح الغشاء الخلوي الخارجي. ويتناقض هذا مع الجدران الخلوية لـ الفطريات (التي هي متكونة من الكيتين)، والبكتيريا، التي تتكون من ببتيدوجليكان.
- تُعرف مسارات الاتصال المتخصص من خلية إلى خلية باسم رابطات هيولية، المسار في الجدار الخلوي الأولي الذي يكون عبر الغشاء الخلوي والشبكة

## تركيب الخلية
تتكون الخلية حقيقة النُّواة من عدة أجزاء، هي: الهيكل الخلويّ، السيتوبلازم، النواة، الغشاء الخلويّ.
الأجزاء التي تتكون منها داخل الخليَّة فهي: أجسام جولجي، ميتوكندريا، شبكةٌ بلازميَّة، الجسيمات الحالَّة، البلاستيدات الخضراء.

## تراكيب الخليَّة ووظائفها
الجدار الخلويّ: وهو عبارة عن جدار غير مرن، يعطي الخليَّة النباتيَّة الدعامة والحماية، ويوجد هذا التركيب في الخلايا النباتية، وفي خلايا الفطريات، وفي بعض أنواع الخلايا بدائية النواة.
الأهداب: وهي امتدادات من سطح الخليَّة، لها الدَّور في الحركة والتغذي، وسحب المواد إلى سطح الخلية، وتوجد الأهداب في بعض الخلايا حقيقية النوى، وبعض الخلايا الحيوانية.
المريكزات: عضيّات تكون على شكل أزواج، تلعب دوراً في انقسام الخليّة، وتتكون منها الخلايا الحيوانية بعض خلايا الأوليات.
الهيكل الخلويّ: عبارة عن هيكل يوجدُ في الخليّة، ويوجد تحديداً داخلَ السيتوبلازم، ويوجد في جميع الخلايا حقيقيّة النواة.
البلاستيدات الخضراء: هي عضيّات لها غشاء مزودج، وثايلاكويدات، وتحتوي داخلَها على مادة الكلوروفيل، وتحدث فيها عملية البناء الضوئي، ويوجد هذا التركيب في الخلايا النباتية فقط.
جهاز جولجي: يوجد في الخلايا حقيقية النوى جميعها، وهو عبارة عن أغشية أنبوبية مسطحة ومتراصة، يقوم بتغليف البروتين وتعديله، ويقوم بنقله إلى خارج الخلية.
الجسم المُحلل: هو حويصلة تحتوي بداخلها على إنزيماتٍ هاضمةٍ تعمل على تحليل المواد الخلوية الزَّائدة، ويوجد الجسم المحلل في الخلايا الحيوانية فقط.
الميتوكندريا: هي عضيَّة تكون محاطة بغشاء يعمل على توفير الطَّاقة للخلية، وتوجد في الخلايا حقيقة النواة جميعها.
النواة: هي مركز الخلية، وتحتوي داخلَها على تعليمات مشفّرة لها دور في إنتاج البروتينات وانقسام الخلية، وتوجد في جميع الخلايا حقيقة النواة.
الغشاء الخلويّ: هو حاجز مرن يقوم بتنظيم حركة المواد من الخلية وإليها.
الرايبوسومات: هي عضيّات توجد في جميع الخلايا وتعدُّ موضع بناء البروتينات.
الفجوات: هي حويصلات تكون محاطة بغشاء، ودورها هو تخزين الموادّ بشكلٍ مؤقت، وتوجد الفجوات في الخلايا النباتية والخلايا الحيوانية، وفي الخلايا النباتية تكون الفجوة كبيرة، بينما تكون الفجوات في الخلايا الحيوانية قليلة وصغيرة الحجم.